# Tywain McKee
Tywain McKee, né le 7 mars 1986, à Philadelphie en Pennsylvanie est un joueur américain de basket-ball. Il évolue au poste d'arrière.

## Biographie
Le 23 juillet 2015, il signe en France, au Le Mans Sarthe Basket.
Le 22 août 2016, il part en seconde division turque, au Türk Telekomspor.
Le 2 août 2017, il part en Israël, à l'Hapoël Tel-Aviv.
Le 23 juillet 2018, il signe au Cholet Basket.

## Palmarès
- Médaille de bronze à la coupe arabe des clubs champions 2019 (Maroc)